# Santuario di Izumo
Il santuario di Izumo, o Izumo Taisha (出雲大社? , anche chiamato Izumo Ōyashiro), è uno dei più antichi ed importanti Jinja del Giappone. Il suo nome significa "Grande Santuario di Izumo". È situato a Izumo, nella prefettura di Shimane. Vi si celebrano due festival importanti. Il santuario è dedicato al dio Ōkuninushi-no-mikoto, noto per essere la divinità shintoista del matrimonio, nonché padre dell'industria della seta, della medicina e della pesca.
Uno stile architettonico, il Taisha-zukuri, prende il suo nome dal santuario principale di Izumo Taisha. Questo santuario e gli edifici circostanti sono stati dichiarati tesori nazionali del Giappone. Il tempio presenta un'architettura religiosa primitiva del Giappone (contrariamente al Santuario di Ise) ed è circondato da dodici colline e da viali di pini.

## Origine
Secondo le due più antiche cronache giapponesi, il Kojiki e il Nihongi, quando il nipote della dea del Sole Amaterasu, Ninigi-no-Mikoto scese dai cieli, il dio Ōkuninushi gli concesse le sue terre. Amaterasu fu compiaciuta da questo gesto e regalò Izumo Taisha a Ōkuninushi.

## Architettura
Il santuario è costituito da una struttura essenziale e priva di elementi con scopo decorativo. Presenta una pianta quadrata fatta di legno liscio e pregiato. Agli angoli si levano quattro pilastri di sostegno, mentre le travi del tetto sono sostenute da pilastri laterali.

## Culto
Il santuario ha avuto nella storia, poca o nessuna influenza sul sincretismo buddhista, al contrario della maggior parte dei santuari Shintō in Giappone. Non vi è mai stata nessuna statua del Buddha nell'Izumo Taisha.
La dottrina che si pratica nel santuario è conosciuta come Izumo Ōyashiro-kyō.
Il clero del santuario è rappresentato da membri ereditari della famiglia Senge. Il sommo sacerdote è conosciuto come Kokuzō perché in passato molti membri della famiglia ricoprirono tale carica. La leggenda vuole che Ame-no-hohi-no-mikoto, secondo figlio di Amaterasu, fu il primo sommo sacerdote del santuario.
La gerarchia è così organizzata: dopo il sommo sacerdote vengono il kyōtō (教頭, vice-sommo sacerdote), due gongūji (勤宮司, assistente del sommo sacerdote), i negi (禰宜, sacerdote capo), i suoi assistenti i gonnegi (権祢宜, supplente del sacerdote capo), seguiti dai kujō (宮掌, sacerdote) e finalmente i shuten.

## Galleria d'immagini

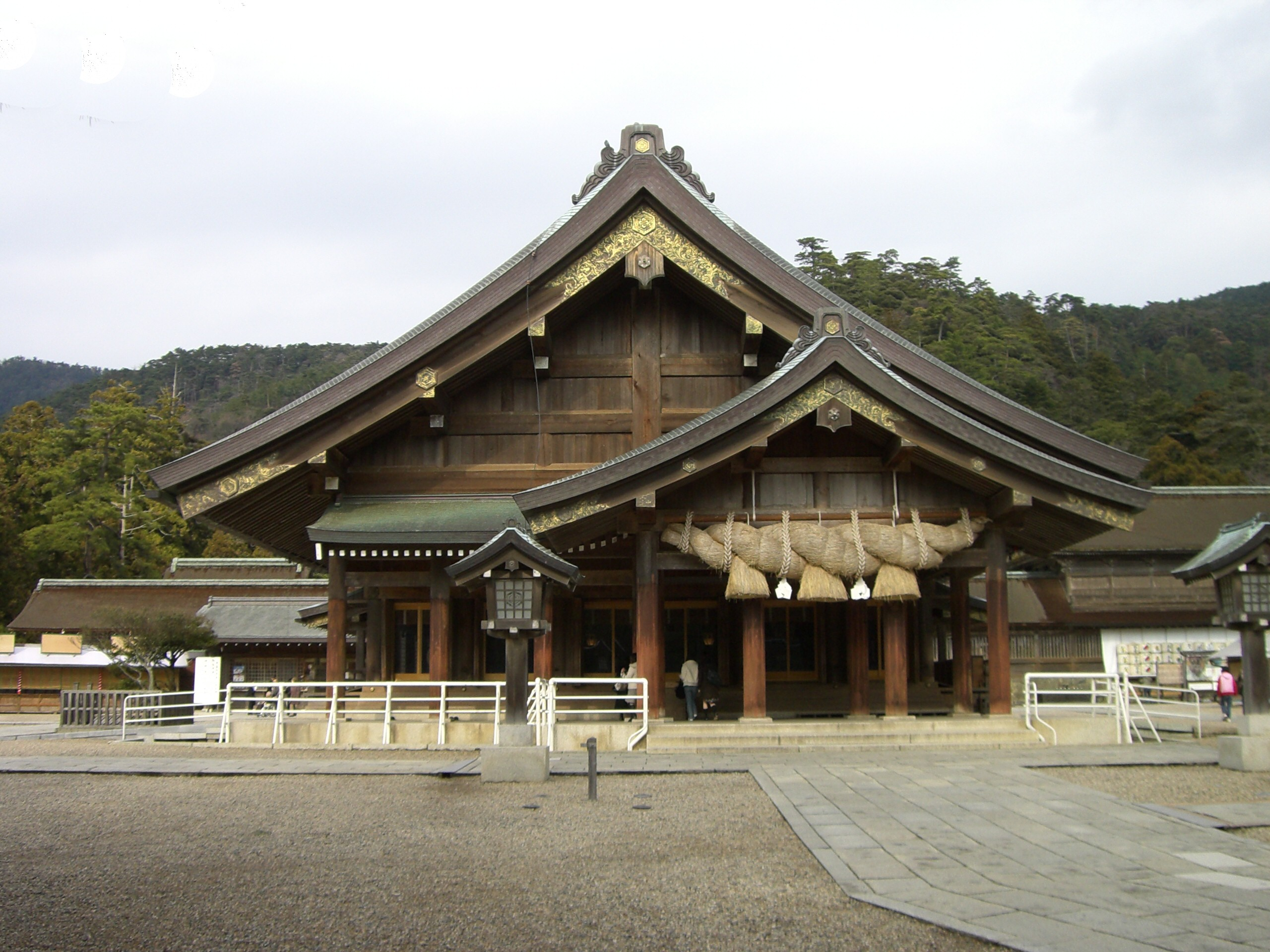
Il tempio esterno
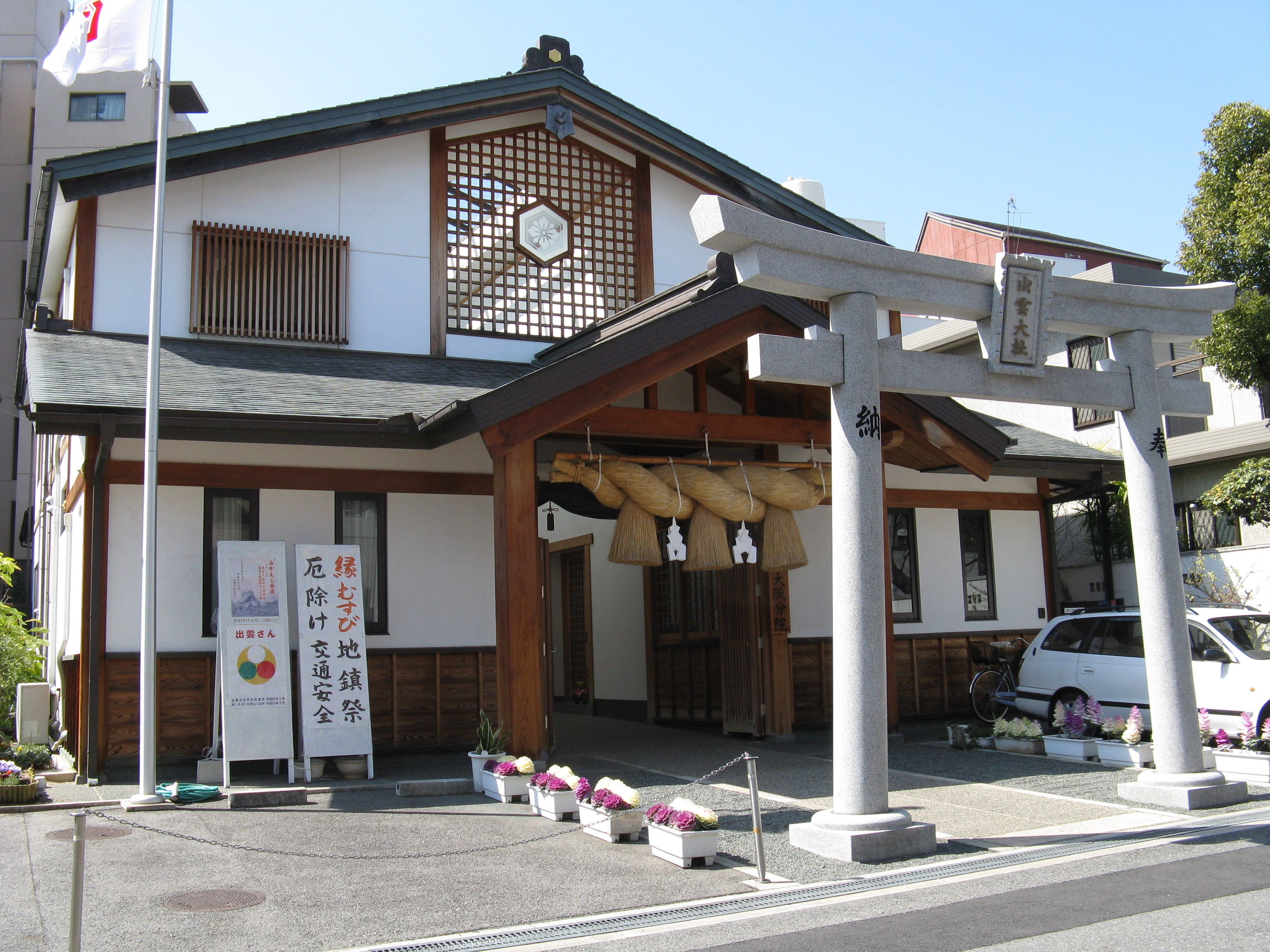
L'ospedale
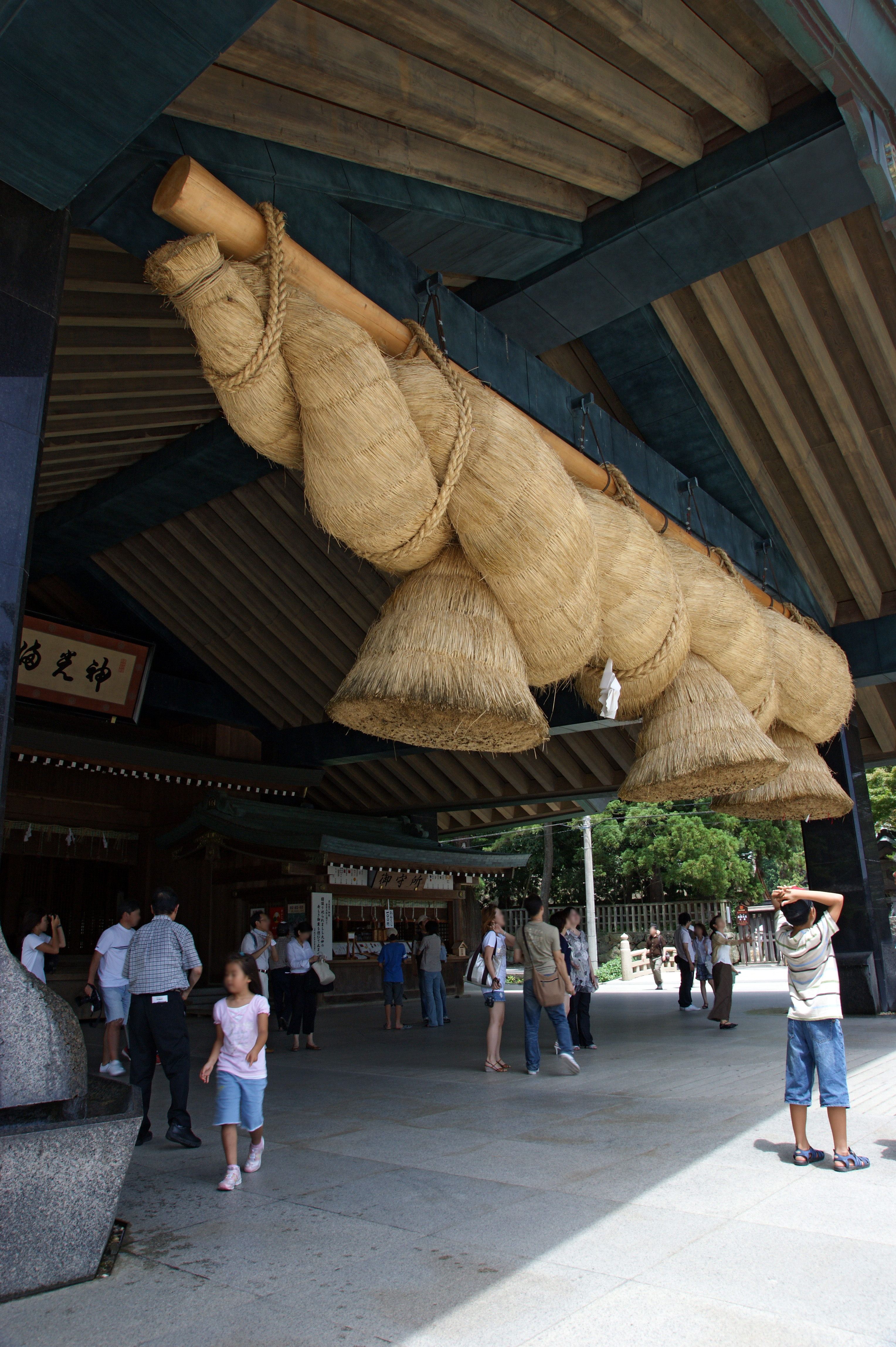
Izumo Taisha
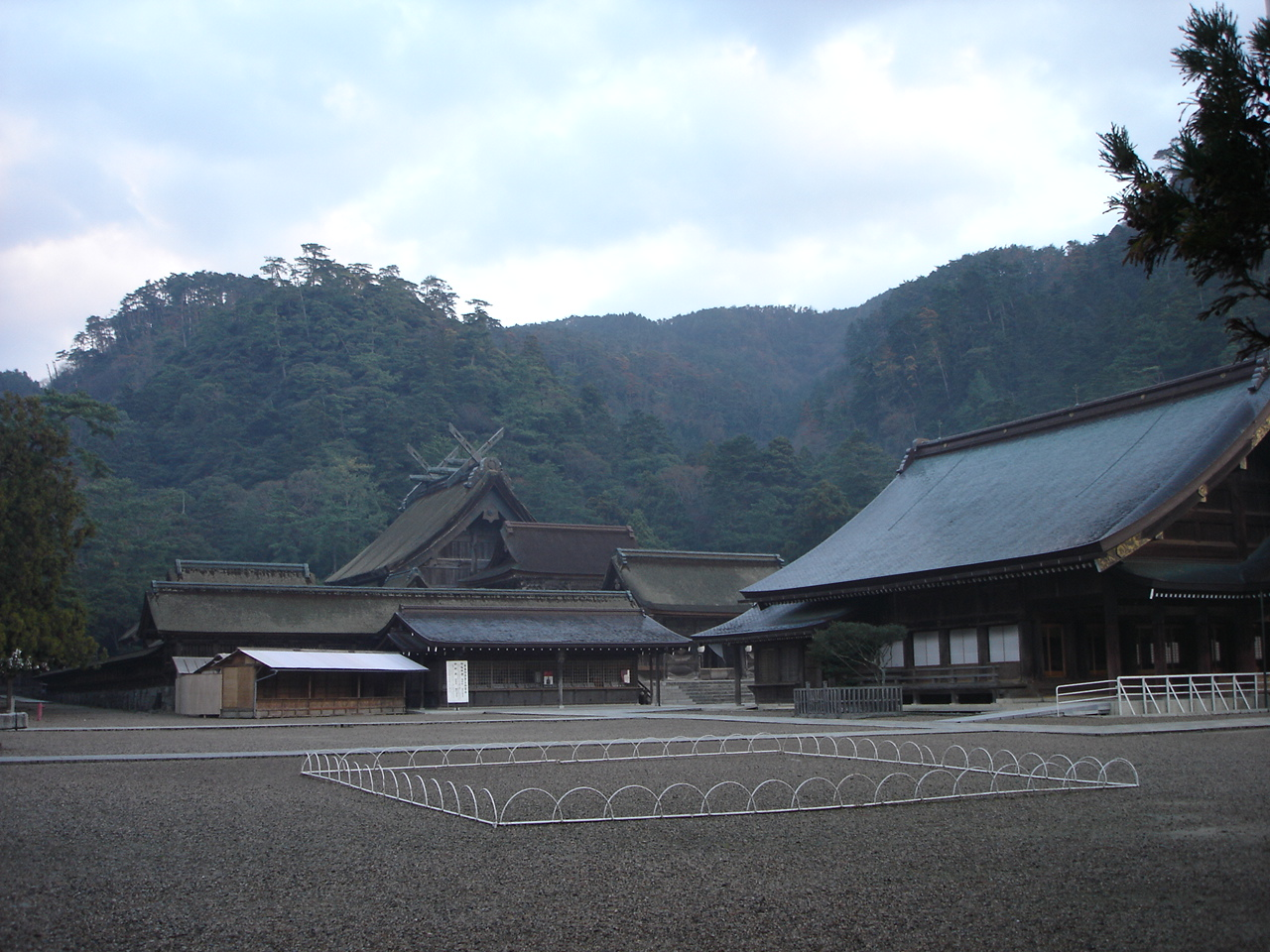
Il cortile
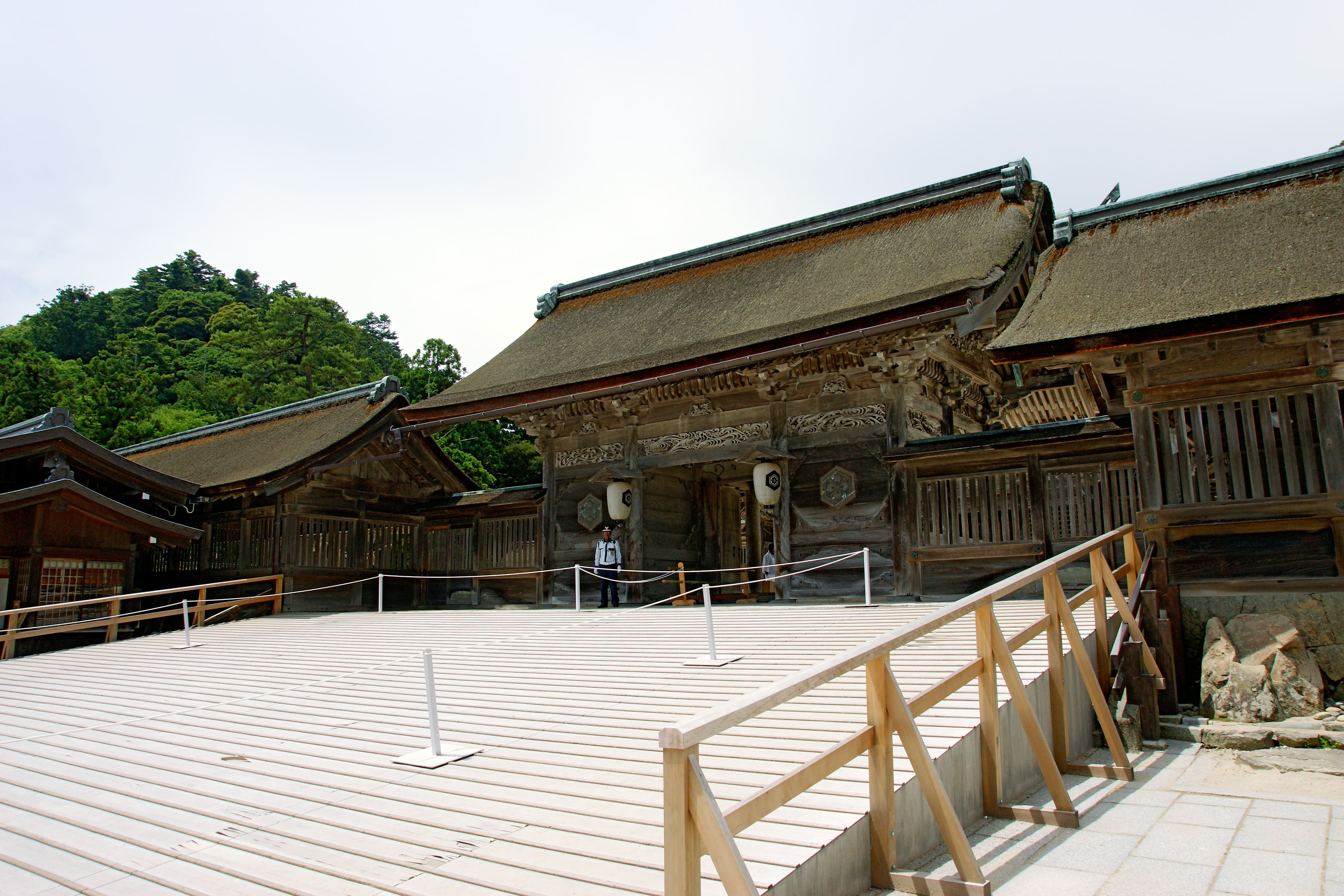
Rampa di accesso al tempio
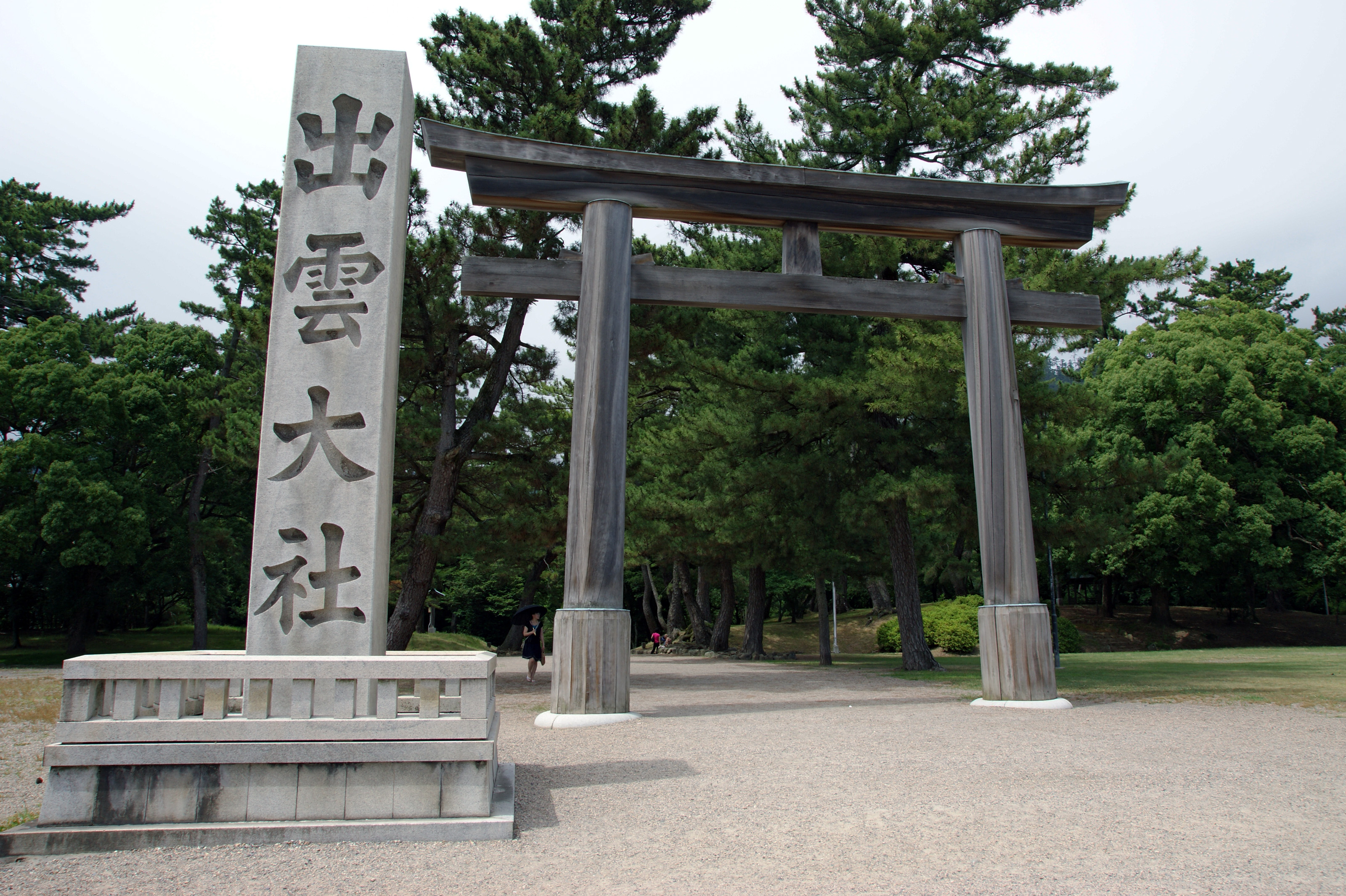
Il torii
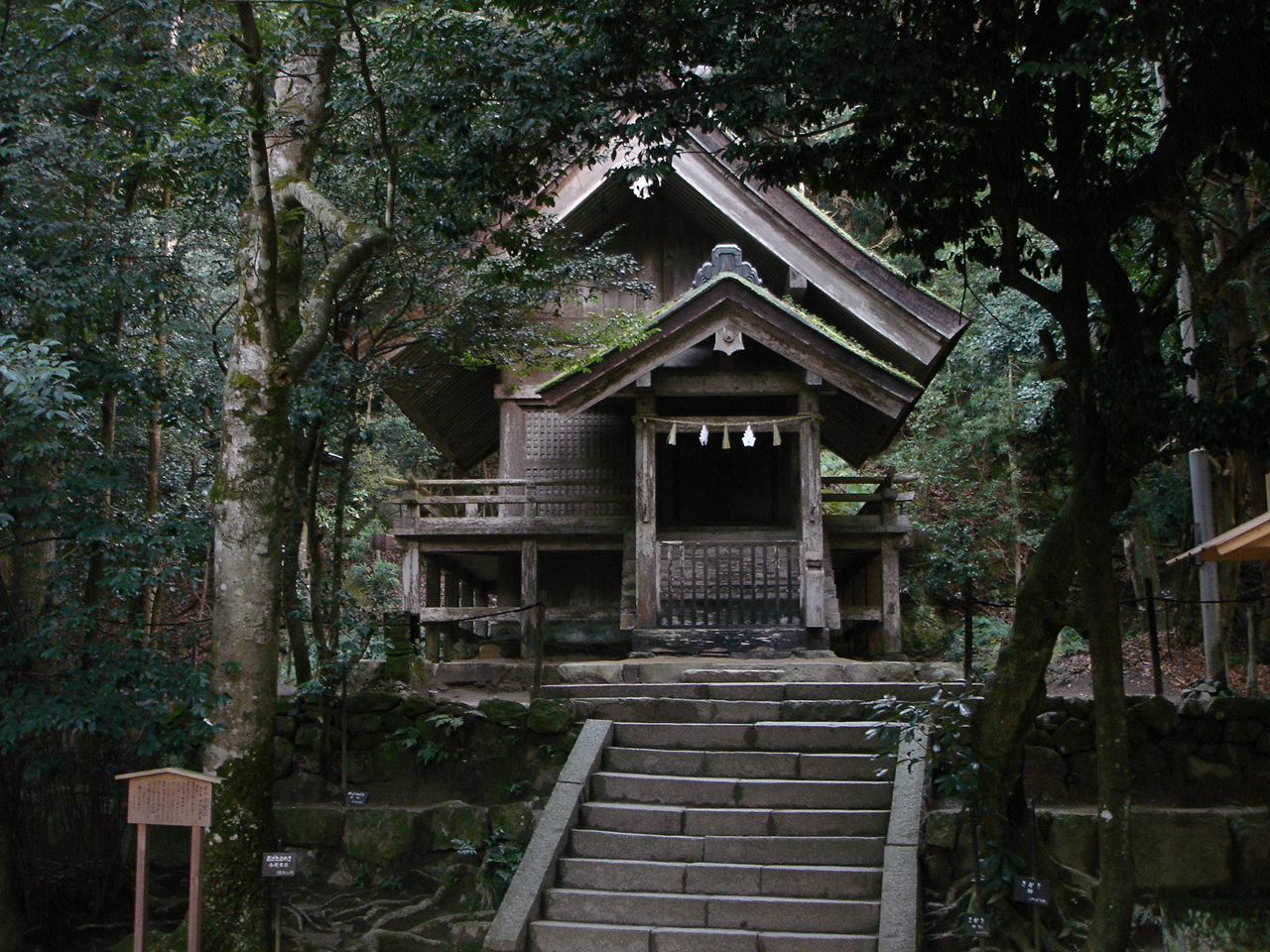
Tempio di Soganoyasiro